# Distretto di Umari
Il distretto di Umari è uno dei quattro distretti della provincia di Pachitea, in Perù. Si trova nella regione di Huánuco e si estende su una superficie di 149.08 chilometri quadrati.